# Třeboradický hřbitov
Třeboradický hřbitov se nachází v Praze 9 v Třeboradicích po obou stranách ulice U Hřbitovů. Slouží pro pohřby z Třeboradic, Čakovic, Letňan a Miškovic. Hroby zde má i obec Mírovice, která leží za hranicí Prahy. Hřbitov je ve vlastnictví hlavního města Prahy a Statutem hl. m. Prahy byl svěřen do správy Městské části Praha-Čakovice.

## Historie
Hřbitov byl založen[kdy?] jako náhrada za zrušený hřbitov u kostela Nanebevzetí Panny Marie na Slaviborském náměstí. Ulice U Hřbitovů jej rozděluje na severní a jižní část. Jižní část leží v katastru obce Čakovice a má rozlohu 0,8 hektaru, severní část leží v katastru obce Třeboradice a má rozlohu 0,65 hektaru. Z ulice U Hřbitovů vedou do obou částí samostatné vedlejší vchody.
Severní hřbitov je starší, nejstarší hroby se nacházejí v jeho východní části. Urnové hroby v západní části doplňuje při zdi kolumbárium. Uprostřed severní zdi stojí kaple a kříž s nápisem: „1910 – 1940. V uctění památky zemřelých členů věnuje Obec baráčníků Mirovice.“ Ve východní části je hrob studenta architektury Antonína Svobody (1882) věnovaný třeboradickým spolkem Slavibor. Hlavní vchod vede z východu z ulice Bělomlýnská.
U hlavního vchodu do jižního hřbitova byl založen malý urnový háj, hřbitovní kaple stojí při západní zdi. Při severní zdi jsou pohřbeni správci čakovického cukrovaru, architekt Emil Králíček (1877 – 1930), emeritní ředitel ČKD ing. Otakar Samohrd a vrchní policejní rada JUDr. Jiří Daniel, který zemřel v Mauthausenu. Rodiny čakovických statkářů zde mají vlastní hrobky. Hlavní vchod vede ze západu z ulice Schöllerova.